# EUJUST LEX

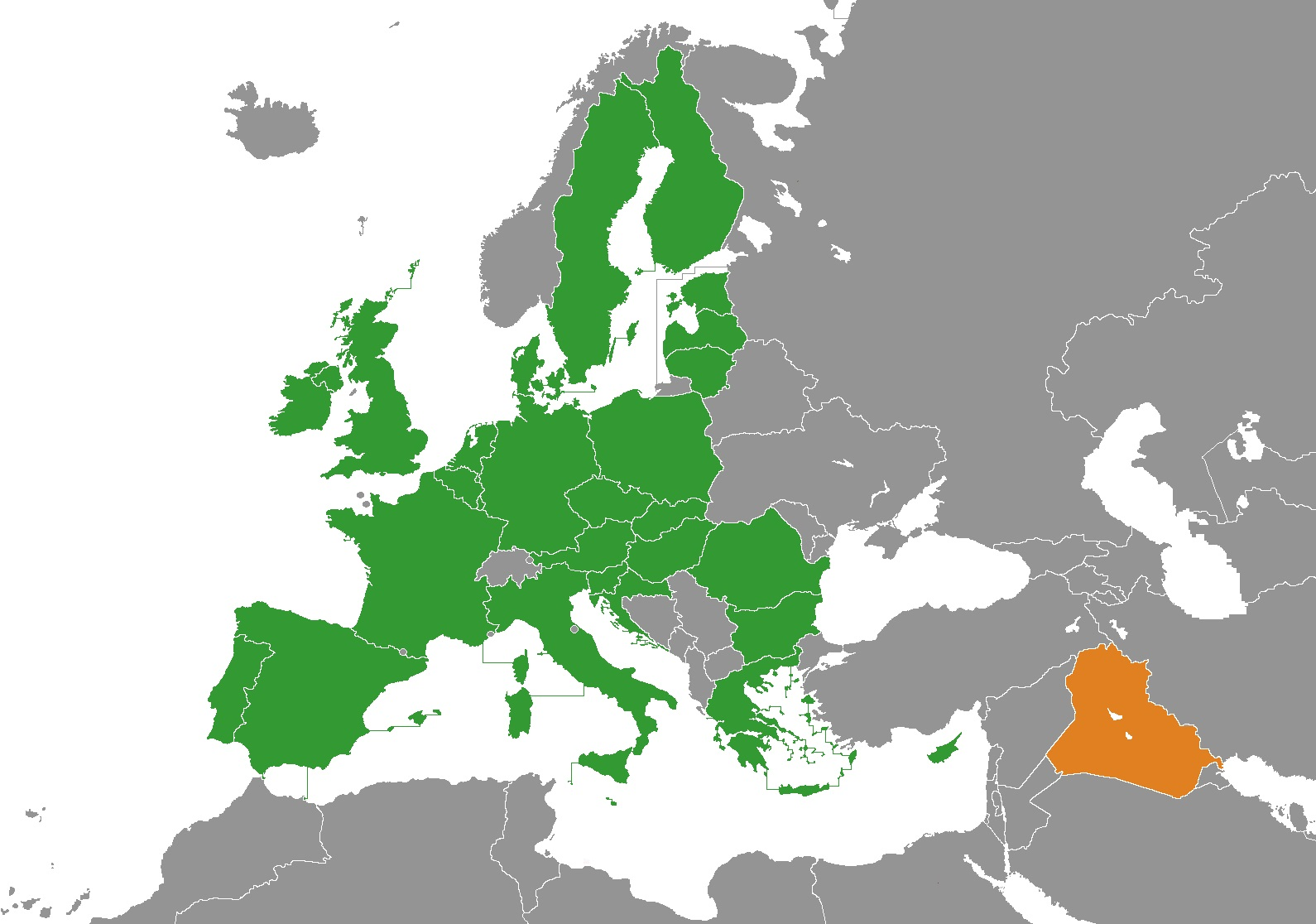
Szkolenia w ramach misji EUJUST LEX odbywają się na terenie państw Unii Europejskiej i w Iraku.

EUJUST LEX (Zintegrowana misja Unii Europejskiej w Iraku dotycząca państwa prawnego EUJUST LEX) — rozpoczęta 1 lipca 2005 roku cywilna misja zarządzania kryzysowego (misja szkoleniowa) realizowana przez Unię Europejską w ramach wspólnej polityki zagranicznej i bezpieczeństwa.

## Cel
Celem misji była poprawa wydolności, koordynacji oraz współpracy różnych podmiotów irackiego systemu sądownictwa karnego poprzez przeprowadzanie szkoleń dla funkcjonariuszy policji, wymiaru sprawiedliwości, służb penitencjarnych oraz urzędników wyższego i średniego szczebla. Szkolenia odbywają się na terenie państw członkowskich oraz, od 2009 roku, na terenie Iraku — w języku arabskim i kurdyjskim. Do czerwca 2011 roku w ramach misji przeszkolono ponad 4200 osób.

## Misja
Misja została powołana decyzją Rady Unii Europejskiej nr 6328/05 z dnia 1 marca 2005 (tzw. wspólne działanie) na zaproszenie wystosowane przez ówczesnego premiera Iraku, Ibrahima al-Dżaafariego. Początkowo miała wygasnąć 30 czerwca 2006 roku, jednak została kilkukrotnie przedłużona decyzjami Komitetu Politycznego i Bezpieczeństwa; 14 czerwca 2010 roku zdecydowano przedłużyć ją do końca czerwca 2012. Jest to pierwsza misja UE w zakresie wymiaru sprawiedliwości.

## Siedziba
Siedziba misji znajduje się w Brukseli, a w Bagdadzie umiejscowione jest biuro łącznikowe. Pierwszym szefem misji był Stephen White, którego 1 stycznia 2010 roku zastąpił Francisco Díaz Alcantud. Mandat Alcantuda wygasł 30 czerwca 2011; od 1 lipca do 30 września 2011 funkcję szefa misji sprawował tymczasowo Carl Tornell, który 1 października 2011 zastąpiony został przez László Huszára.
12 listopada 2008 roku misja została uhonorowana nagrodą Międzynarodowego Stowarzyszenia Szefów Policji za "doskonałość w egzekwowaniu prawa i przywództwo". 
Misja zakończyła działalność 31 grudnia 2013.